# Wereldkampioenschap superbike van Magny-Cours 2017
Het wereldkampioenschap superbike van Magny-Cours 2017 was de elfde ronde van het wereldkampioenschap superbike en de tiende ronde van het wereldkampioenschap Supersport 2017. De races werden verreden op 30 september en 1 oktober 2017 op het Circuit Magny-Cours nabij Magny-Cours, Frankrijk.
Jonathan Rea werd gekroond tot kampioen in de superbike-klasse met een overwinning in de eerste race van het weekend, wat genoeg was om zijn laatste concurrenten Tom Sykes en Chaz Davies voor te kunnen blijven.

## Superbike

### Race 1
| Pos | Nr  | Rijder               | Constructeur | Rondes | Tijd         | Grid | Punten |
| --- | --- | -------------------- | ------------ | ------ | ------------ | ---- | ------ |
| 1   | 1   | Jonathan Rea         | Kawasaki     | 21     | 40:06.523    | 1    | 25     |
| 2   | 33  | Marco Melandri       | Ducati       | 21     | +16.316      | 12   | 20     |
| 3   | 66  | Tom Sykes            | Kawasaki     | 21     | +16.666      | 3    | 16     |
| 4   | 2   | Leon Camier          | MV Agusta    | 21     | +22.133      | 8    | 13     |
| 5   | 22  | Alex Lowes           | Yamaha       | 21     | +41.210      | 5    | 11     |
| 6   | 50  | Eugene Laverty       | Aprilia      | 21     | +1:02.101    | 9    | 10     |
| 7   | 36  | Leandro Mercado      | Aprilia      | 21     | +1:02.281    | 2    | 9      |
| 8   | 34  | Davide Giugliano     | Honda        | 21     | +1:05.775    | 6    | 8      |
| 9   | 60  | Michael van der Mark | Yamaha       | 21     | +1:09.271    | 10   | 7      |
| 10  | 7   | Chaz Davies          | Ducati       | 21     | +1:17.429    | 7    | 6      |
| 11  | 32  | Lorenzo Savadori     | Aprilia      | 21     | +1:30.899    | 11   | 5      |
| 12  | 40  | Román Ramos          | Kawasaki     | 21     | +1:39.111    | 16   | 4      |
| 13  | 35  | Raffaele De Rosa     | BMW          | 21     | +1:40.891    | 19   | 3      |
| 14  | 81  | Jordi Torres         | BMW          | 21     | +1:54.311    | 20   | 2      |
| 15  | 84  | Riccardo Russo       | Kawasaki     | 20     | +1 ronde     | 13   | 1      |
| 16  | 37  | Ondřej Ježek         | Kawasaki     | 20     | +1 ronde     | 15   |        |
| 17  | 121 | Alessandro Andreozzi | Yamaha       | 20     | +1 ronde     | 17   |        |
| 18  | 13  | Anthony West         | Kawasaki     | 20     | +1 ronde     | 14   |        |
| DNF | 45  | Jacob Gagne          | Honda        | 19     | Uitgevallen  | 18   |        |
| DNF | 12  | Javier Forés         | Ducati       | 17     | Ongeluk      | 4    |        |
| DNS | 86  | Ayrton Badovini      | Kawasaki     | 0      | Niet gestart |      |        |
| DNS | 94  | Matthieu Lussiana    | BMW          | 0      | Niet gestart |      |        |

### Race 2
| Pos | Nr  | Rijder               | Constructeur | Rondes | Tijd         | Grid | Punten |
| --- | --- | -------------------- | ------------ | ------ | ------------ | ---- | ------ |
| 1   | 7   | Chaz Davies          | Ducati       | 21     | 34:49.679    | 7    | 25     |
| 2   | 22  | Alex Lowes           | Yamaha       | 21     | +3.006       | 5    | 20     |
| 3   | 60  | Michael van der Mark | Yamaha       | 21     | +4.556       | 10   | 16     |
| 4   | 12  | Javier Forés         | Ducati       | 21     | +11.072      | 4    | 13     |
| 5   | 33  | Marco Melandri       | Ducati       | 21     | +16.381      | 12   | 11     |
| 6   | 36  | Leandro Mercado      | Aprilia      | 21     | +17.684      | 2    | 10     |
| 7   | 66  | Tom Sykes            | Kawasaki     | 21     | +22.717      | 3    | 9      |
| 8   | 81  | Jordi Torres         | BMW          | 21     | +23.920      | 20   | 8      |
| 9   | 40  | Román Ramos          | Kawasaki     | 21     | +25.431      | 16   | 7      |
| 10  | 35  | Raffaele De Rosa     | BMW          | 21     | +35.227      | 19   | 6      |
| 11  | 34  | Davide Giugliano     | Honda        | 21     | +45.621      | 6    | 5      |
| 12  | 45  | Jacob Gagne          | Honda        | 21     | +47.231      | 18   | 4      |
| 13  | 121 | Alessandro Andreozzi | Yamaha       | 21     | +52.076      | 17   | 3      |
| 14  | 13  | Anthony West         | Kawasaki     | 21     | +53.903      | 14   | 2      |
| 15  | 86  | Ayrton Badovini      | Kawasaki     | 21     | +59.610      | 21   | 1      |
| 16  | 84  | Riccardo Russo       | Kawasaki     | 21     | +59.706      | 13   |        |
| 17  | 50  | Eugene Laverty       | Aprilia      | 20     | +1 ronde     | 9    |        |
| 18  | 37  | Ondřej Ježek         | Kawasaki     | 19     | +2 ronden    | 15   |        |
| DNF | 32  | Lorenzo Savadori     | Aprilia      | 20     | Uitgevallen  | 11   |        |
| DNF | 2   | Leon Camier          | MV Agusta    | 9      | Uitgevallen  | 8    |        |
| DNF | 1   | Jonathan Rea         | Kawasaki     | 2      | Uitgevallen  | 1    |        |
| DNS | 94  | Matthieu Lussiana    | BMW          | 0      | Niet gestart |      |        |

## Supersport
| Pos | Nr  | Rijder                | Constructeur | Rondes | Tijd           | Grid | Punten |
| --- | --- | --------------------- | ------------ | ------ | -------------- | ---- | ------ |
| 1   | 66  | Niki Tuuli            | Yamaha       | 19     | 32:28.952      | 1    | 25     |
| 2   | 64  | Federico Caricasulo   | Yamaha       | 19     | +0.875         | 4    | 20     |
| 3   | 99  | P.J. Jacobsen         | MV Agusta    | 19     | +5.692         | 9    | 16     |
| 4   | 144 | Lucas Mahias          | Yamaha       | 19     | +9.433         | 12   | 13     |
| 5   | 16  | Jules Cluzel          | Honda        | 19     | +13.340        | 7    | 11     |
| 6   | 87  | Lorenzo Zanetti       | MV Agusta    | 19     | +13.452        | 21   | 10     |
| 7   | 65  | Michael Canducci      | Kawasaki     | 19     | +13.809        | 11   | 9      |
| 8   | 32  | Sheridan Morais       | Yamaha       | 19     | +14.216        | 2    | 8      |
| 9   | 111 | Kyle Smith            | Honda        | 19     | +16.571        | 17   | 7      |
| 10  | 81  | Luke Stapleford       | Triumph      | 19     | +18.057        | 20   | 6      |
| 11  | 78  | Hikari Okubo          | Honda        | 19     | +20.096        | 25   | 5      |
| 12  | 71  | Christoffer Bergman   | Honda        | 19     | +24.040        | 8    | 4      |
| 13  | 38  | Hannes Soomer         | Honda        | 19     | +26.424        | 22   | 3      |
| 14  | 25  | Alex Baldolini        | Yamaha       | 19     | +27.482        | 16   | 2      |
| 15  | 11  | Christian Gamarino    | Honda        | 19     | +30.415        | 13   | 1      |
| 16  | 2   | Cédric Tangre         | Suzuki       | 19     | +39.362        | 24   |        |
| 17  | 47  | Rob Hartog            | Kawasaki     | 19     | +40.229        | 14   |        |
| 18  | 35  | Stefan Hill           | Triumph      | 19     | +41.281        | 18   |        |
| 19  | 63  | Zulfahmi Khairuddin   | Kawasaki     | 19     | +42.115        | 19   |        |
| 20  | 74  | Jaimie van Sikkelerus | Yamaha       | 19     | +42.791        | 27   |        |
| 21  | 56  | Péter Sebestyén       | Kawasaki     | 19     | +43.862        | 30   |        |
| 22  | 77  | Kyle Ryde             | Kawasaki     | 19     | +51.599        | 28   |        |
| 23  | 42  | Stéphane Frossard     | Yamaha       | 19     | +51.695        | 29   |        |
| 24  | 83  | Lachlan Epis          | Kawasaki     | 19     | +51.929        | 15   |        |
| DNF | 44  | Roberto Rolfo         | Honda        | 16     | Uitgevallen    | 23   |        |
| DNF | 26  | Kazuki Watanabe       | Kawasaki     | 15     | Schade ongeluk | 6    |        |
| DNF | 61  | Alessandro Zaccone    | MV Agusta    | 10     | Uitgevallen    | 10   |        |
| DNF | 10  | Nacho Calero          | Kawasaki     | 4      | Uitgevallen    | 26   |        |
| DNF | 4   | Gino Rea              | Kawasaki     | 0      | Uitgevallen    | 5    |        |
| DNS | 1   | Kenan Sofuoğlu        | Kawasaki     | 0      | Niet gestart   |      |        |

## Tussenstanden na wedstrijd

### Superbike
| Pos | Nr | Rijder         | Team     | Punten |
| --- | -- | -------------- | -------- | ------ |
| 1   | 1  | Jonathan Rea   | Kawasaki | 456    |
| 2   | 66 | Tom Sykes      | Kawasaki | 336    |
| 3   | 7  | Chaz Davies    | Ducati   | 327    |
| 4   | 33 | Marco Melandri | Ducati   | 281    |
| 5   | 22 | Alex Lowes     | Yamaha   | 200    |

### Supersport
| Pos | Nr  | Rijder          | Team      | Punten |
| --- | --- | --------------- | --------- | ------ |
| 1   | 144 | Lucas Mahias    | Yamaha    | 154    |
| 2   | 1   | Kenan Sofuoğlu  | Kawasaki  | 145    |
| 3   | 32  | Sheridan Morais | Yamaha    | 122    |
| 4   | 16  | Jules Cluzel    | Honda     | 115    |
| 5   | 99  | P.J. Jacobsen   | MV Agusta | 95     |

1991 · 2003 · 2004 · 2005 · 2006 · 2007 · 2008 · 2009 · 2010 · 2011 · 2012 · 2013 · 2014 · 2015 · 2016 · 2017 · 2018 · 2019 · 2020 · 2021 · 2022 · 2023 · 2024 · 2025